# Laphria gilvoides
Laphria gilvoides là một loài ruồi trong họ Asilidae. Laphria gilvoides được Wulp miêu tả năm 1898. Loài này phân bố ở miền Ấn Độ - Mã Lai.